# Skóciai Matild angol királyné
Skóciai Matilda, eredeti nevén Edit (1080 körül – 1118. május 1.) skót hercegnő, angol királyné.
Edit skót hercegnő 1080 körül születhetett, a skóciai Dunfermline városában, III. Malcolm skót király és Skóciai Szent Margit leányaként, a Dunkeld-ház sarjaként. Keresztanyja Matilda angol királyné (Hódító Vilmos király felesége) lett, aki később anyósa is lett, miután a lány 1100. november 11-én nőül ment Vilmosék fiához, a későbbi I. Henrikhez. Amikor a hercegnő hatéves lett, nővérét, Máriát szüleik elküldték Angliába, a Romsey-i Apátságba, Southampton közelébe, mivel nagynénjük, Krisztina ott volt rendfőnöknő. A leányok 1093-ig maradtak a zárdában, ahol mindketten rengeteg dolgot megtanultak, és körülbelül ekkor érkeztek Edit részére élete első házassági ajánlatai is, méghozzá Surrey második grófjától, és Lord Richmondtól. A hercegnő még ugyanebben az esztendőben, apja hívására visszatért Skóciába.
1100 augusztusában, II. (Rufus) Vilmos angol király rejtélyes körülmények között történt halála után annak öccse, Henrik herceg azonnal elfoglalta a trónt és magához ragadta a hatalmat. Onnantól kezdve már csak egyetlen fontos teendője volt: megfelelő feleséget választani magának. Ekkor merült fel lehetséges királynéként Edit neve is, és meg is kezdődtek a házassági tárgyalások a két fél között, Anselm érsek közvetítésével. A hercegnő előkelő származása egyértelműen elősegítette a megállapodás sikerét, mivel anyja testvére az az II. Edgár volt, aki II. Harold angol királyt követte az ország élén, bár hivatalosan soha nem koronázták meg. Így Edit közvetlen leszármazottja volt II. Edmund angol királynak, és Anglia korábbi uralkodócsaládjának, akik a 10. század óta uralták az országot. Henriknek kapóra jött ez a vérvonal, mivel felesége angol ősei révén akart népszerűbbé válni népe körében, hiszen eljövendő gyermekeik születésével egyesíthetik majd az angol és a normann dinasztiákat, továbbá Anglia és Skócia is sokkal közelebb kerülhet egymáshoz mind politikai, mind pedig dinasztikus szempontból. Az esküvői ceremónia a Westminster apátságban zajlott, Anzelm canterburyi érsek adta össze őket, egyúttal királynévá koronázta az asszonyt, aki onnantól kezdve már a Matilda nevet viselte, mely akkoriban igen gyakori női név volt a normannoknál. 1102 februárjában megszületett első gyermekük, Matilda, a következő év novemberében pedig a várva várt trónörökös, Vilmos (Adelin).
A királyné 1106–1107 között férjével együtt beutazta Angliát, sőt, valószínűsíthető, hogy még Normandiába is ellátogattak. Házasságuk hátralévő éveiben még két további gyermekük született: egy kislány (Eufémia), és egy kisfiú (Richárd), de ők még csecsemőként meghaltak. Matilda 1118. május elsején halt meg a Westminster palotában. Korai halála, és a Fehér hajó két évvel később bekövetkezett katasztrófája révén, melyben egyetlen fia életét vesztette, Henriknek csak úgy maradt reménye arra, hogy törvényes fiúörököst nemzzen, hogyha újranősül, mert amennyiben nem születik fia, a korona egyetlen életben maradt gyermekére, Matildára száll majd. (Egész addig nem volt példa az angol történelemben arra, hogy egy nő legyen az uralkodó.) Henrik ismét megházasodott: Louvain-i Adeliciát vette nőül, ám ez a házassága gyermektelen maradt, így kénytelen volt leányát megjelölni örököseként, mely később nyílt polgárháborúhoz és trónviszályhoz vezetett Matilda és a trónkövetelő Blois-i István gróf között, aki a hercegnőhöz hasonlóan ugyancsak Hódító Vilmos unokája volt, tehát jog szerint szintén esélyes a koronára.